# Berlin Köpenick. Ein Stadtbezirk der Hauptstadt der DDR
Berlin Köpenick. Ein Stadtbezirk der Hauptstadt der DDR ist ein Dokumentarfilm des DEFA-Studio für Dokumentarfilme von Joachim Tschirner aus dem Jahr 1977.

## Handlung
Eine Umfrage des Filmteams in der Bevölkerung ergibt, dass die meisten der Befragten spontan mit Hauptmann von Köpenick antworten, wenn sie gefragt werden, was ihnen beim Nennen des Namens Berlin-Köpenick einfällt. Der Hauptmann spielt noch immer eine große Rolle, so dass ein Schauspieler in dessen Figur nun bereits zum 16. Mal an der Spitze eines kilometerlangen Festzugs zur Eröffnung des mehrtägigen Volksfestes Köpenicker Sommer marschiert. Das ist der Beginn eines Films über diesen Stadtbezirk, der die Dimension einer Großstadt besitzt und jahrelang im Schatten der Nachbarstädte Berlin und Cölln stand.
Ein erster Besuch gilt der Schlossinsel, auf der sich das Schloss Köpenick befindet, welches heute das Ost-Berliner Kunstgewerbemuseum beherbergt. Seltene Handwerkskunst vergangener Jahre, so einige Arbeiten des Kunsttischlers David Roentgen haben hier eine Heimstatt gefunden. Neben dem kulturhistorischen Teil, ist Köpenick auch der größte Industriebezirk Ost-Berlins. 70.000 Werktätige, darunter 25.000 Frauen, schaffen hier ein Viertel der hauptstädtischen Industrieproduktion. Allein in der Berlin-Oberschöneweider, knapp zwei Kilometer langen, Wilhelminenhofstraße befinden sich acht Betriebe mit 20.000 Beschäftigten. Die Verbindung zu den Kunden in 40 Ländern der Welt, wird durch eine eigene Werksbahn aufrechterhalten. Zu den wichtigsten der 70 Köpenicker Betrieben gehören der Volkseigener Betrieb (VEB) Kabelwerk Oberspree (KWO), der VEB Transformatorenwerk Oberschöneweide (TRO) und der VEB Werk für Fernsehelektronik (WF), dem Alleinhersteller von Bildröhren in der DDR.
Im Stadtbezirk Köpenick hat die Freizeit immer Saison. Während im Winter die Eissegler und Schlittschuhfahrer über den Müggelsee gleiten, sind es in der eisfreien Zeit alle möglichen Arten von Booten, Surfern und die Besucher des Strandbades, die den See bevölkern. Auch die Müggelberge bieten im Winter beste Rodel- und Skifahrmöglichkeiten, während sie im Sommer zu Spaziergängen und Wanderungen einladen, wozu auch der Besuch des Wanderlehrpfads um den Teufelssee gehört. Am 2. Mai jeden Jahres öffnen die elf Zeltplätze des Stadtbezirks für die Hunderttausenden Besucher aus dem In- und Ausland. Die Fläche der Wälder und Seen in Köpenick ist zehnmal größer als das Stadtzentrum von Ost-Berlin und ist somit auch Berlins grüne Lunge. Die Ost-Berliner Flüsse und Seen sind 165 Kilometer lang und ein Teil davon wird von der bekannten Regattastrecke auf der Dahme beansprucht. Hier trainieren Wassersportler in 40 Sportgemeinschaften, wie dem SC Berlin-Grünau und haben es auch schon mehrfach zu Olympiasiegen gebracht. Einen großen Anteil an den Siegen der DDR-Ruderer haben die Erbauer der Boote aus dem VEB Yachtwerft Berlin. Bei den Olympischen Sommerspielen 1976 in Montreal errangen die Sportler der DDR in 21 Booten dieses Betriebes auch 21 Medaillen.
Wieder in der Altstadt Köpenicks werden einige Bürger befragt, was sie von der Verkehrssituation in den engen Straßen halten. Die Meinungen sind geteilt, das geht von der Forderung nach dem Abriss einiger Häuser, bis zur Erhaltung der Altbausubstanz. Unumstritten ist die Erhaltung des Kietzes, welches direkt an der Dahme liegt und wo in der ehemaligen slawischen Fischersiedlung etwa 500 Menschen, unter ihnen auch der Grafiker Dieter Goltzsche,  in alten, kleinen Häusern wohnen. Ausschnitte aus einem Stummfilm der 1920er Jahre von Ernst Krohn beweisen, dass Köpenick schon immer das Waschhaus der Stadt Berlin war. Neben mehreren kleineren privaten und genossenschaftlichen Wäschereien übernimmt heute der VEB REWATEX den größten Teil der Aufträge. Im Haustourensystem werden etwa 70.000 Berliner im 14-Tage-Rhythmus beliefert. Dabei können kinderreiche Familien monatlich 15 Kilogramm und Rentner 5 Kilogramm Wäsche kostenlos waschen lassen. Nun geht es noch zu einem Neubaugebiet im Umfeld vom Krankenhaus Köpenick, dem Salvador-Allende-Viertel, in dem 2/3 der Wohnungen von Arbeiterfamilien bezogen wurden. Die Miete beträgt inklusive Heizung, Warmwasser und Einbaumöbeln etwa sieben Prozent des Familieneinkommens. Es existieren zwei Altenheime und für den kostenlosen Kindergartenbesuch müssen die Eltern nur einen geringen Beitrag zur Verpflegung leisten.
Inzwischen ist der Hauptmann von Köpenick am Rathaus angekommen, wo er bereits vom Bezirksbürgermeister erwartet wird. Der übergibt ihm freiwillig eine Geldkassette, in dem eine Urkunde liegt, die bestätigt, dass 14 Millionen Mark der DDR im Mach-mit-Wettbewerb erarbeitet wurden. Nun kann das Volksfest endlich eröffnet werden.

## Produktion und Veröffentlichung
Berlin Köpenick. Ein Stadtbezirk der Hauptstadt der DDR wurde auf ORWO-Color vom DEFA-Studio für Dokumentarfilme für die Berlin-Information mit einigen Schwarzweißfilm-Sequenzen aus dem Dokumentarfilm Die Waschküche von Berlin. Cöpenicker Genossenschaftswäscherei Cöpenick aus den 1920er Jahren gedreht. Die ersten nachweisbaren Aufführungen auf einer großen Leinwand erfolgten ab 1. August 1978 wöchentlich dienstags im Informationszentrum der Berlin-Information am Fuße des Berliner Fernsehturms.

## Weblink
- Sonnabend, Sonntag in Berlin, Hauptstadt der DDR im Handout von Jeanpaul Goergen zur Vorstellung am 19. Januar 2022 im Berliner Zeughauskino.